# Риски Кид
Риски Кид (рожд. име Шейн Шулер, изписван още РискиКид или Рискикид) е гръцки рапър, представил страната си на петдесет и деветото издание на песенния конкурс „Евровизия“ съвместно с група „Фрики Форчън“.

## Биография и кариера
Роден е в Атина, но израства в Лондон и има немско-ямайски корени. Музикалният му талант проличава още в детството му, когато прави опити да свири на различни инструменти. Живее в Гърция от 2010 година.
Известен е с песните „Party All The Time“ (заедно с „Плеймен“, Елена Папаризу и Кортни Паркър), „The Sun“ и „Angel“, взела участие в гръцката национална селекция за „Евровизия 2013“.
Има договор с „Паник Рекърдс“.